# Így ne legyél elnök
Az Így ne legyél elnök (eredeti cím: The Front Runner) 2018-ban bemutatott amerikai életrajzi filmthriller, melynek rendezője, forgatókönyvírója és filmproducere Jason Reitman. A főbb szerepekben Hugh Jackman, Vera Farmiga, J. K. Simmons, Alfred Molina és Sara Paxton látható.
Az Amerikai Egyesült Államokban 2018. november 6-án mutatták be a mozikban a Columbia Pictures forgalmazásában.

## Összefoglaló
A film Gary Hart amerikai szenátor történetét meséli el, aki a Demokrata Párt 1988-as elnökjelölt-választásának fő esélyese volt. Állítólagos házasságon kívüli viszonyát azonban felkapta a média és a botrány Hart politikai bukásához vezetett.

## Szereplők
| Szereplő         | Színész         | Magyar hang           |
| ---------------- | --------------- | --------------------- |
| Gary Hart        | Hugh Jackman    | Csankó Zoltán         |
| Lee Hart         | Vera Farmiga    | Németh Kriszta        |
| Bill Dixon       | J. K. Simmons   | Barbinek Péter        |
| Ben Bradlee      | Alfred Molina   | Faragó András         |
| Donna Rice       | Sara Paxton     | Solecki Janka         |
| AJ Parker        | Mamoudou Athie  | Endrédi Máté          |
| Bob Woodward     | Spencer Garrett | Szokol Péter          |
| Ann Devroy       | Ari Graynor     | Ősi Ildikó            |
| Andrea Hart      | Kaitlyn Dever   | Csuha Bori            |
| Billy Broadhurst | Toby Huss       | Koncz István          |
| Tom Fiedler      | Steve Zissis    | Tarján Péter          |
| Pete Murphy      | Bill Burr       | Fekete Zoltán         |
| Bob Martindale   | Kevin Pollak    | Harmath Imre          |
| John B. Emerson  | Tommy Dewey     | Moser Károly          |
| Irene Kelly      | Molly Ephraim   | Madarász Éva          |
| Doug Wilson      | Josh Brener     | Gacsal Ádám           |
| Billy Shore      | Mark O'Brien    | Baráth István         |
| Mike Stratton    | Alex Karpovsky  | Pál Tamás             |
| Kevin Sweeney    | Chris Coy       | Gubányi György István |